# Parallelia vavauensis
Parallelia vavauensis är en fjärilsart som beskrevs av Embrik Strand 1914. Parallelia vavauensis ingår i släktet Parallelia och familjen nattflyn. Inga underarter finns listade i Catalogue of Life.